# Guidubaldo Bonarelli della Rovere
Guidubaldo (o Guidobaldo) Bonarelli della Rovere (Pesaro, 25 dicembre 1563 – Fano, 8 gennaio 1608) è stato un nobile, poeta, letterato, drammaturgo, teologo, filosofo e diplomatico italiano.
Scrisse il dramma pastorale Filli di Sciro il quale, insieme all'Aminta di Torquato Tasso e Il pastor fido di Giambattista Guarini, è considerato uno dei capolavori del genere.

## Biografia
Appartenne al ramo terzogenito della nobile famiglia Bonarelli, i Bonarelli della Rovere. Suo padre, Pietro Bonarelli (1537–1594), conte (1559) e poi marchese (1571) di Orciano, era nativo di Ancona; nipote di Antonio Landriani, genero di Guidobaldo II della Rovere, Pietro era stato da quest'ultimo aggregato alla famiglia ducale; ministro per molti anni, era poi caduto in disgrazia presso Francesco Maria II ed era stato costretto a lasciare Urbino nel 1574. La madre, Ippolita di Montevecchio, la cui famiglia discendeva dai Gabrielli di Gubbio, era figlia del conte Prospero (figlio di Giulio di Montevecchio e Ippolita Gonzaga di Novellara) e di Ponta Baglioni (figlia di Gentile Baglioni, signore di Perugia, e Giulia Vitelli). Anche il fratello minore di Guidubaldo, Prospero fu poeta e drammaturgo.
Visse dapprima alla corte di Urbino e venne quindi avviato dal padre, ma senza seguito, alla carriera ecclesiastica, trasferendosi nel 1579 in Francia per formarsi culturalmente nell'importante collegio di gesuiti a Pont-à-Mousson. 
Rientrato in Italia intorno al 1590, visse dapprima a Roma, mettendosi poi al servizio del cardinale Federico Borromeo a Milano (1592). Nel 1593, in visita ai genitori esiliati a Novellara (la nonna della madre Ippolita di Montevecchio era Ippolita Gonzaga), fu costretto a lasciare la città a causa di una relazione amorosa con Costanza Gonzaga, nipote del conte Camillo. 
Si mise così al servizio degli Este a Ferrara e a Modena, svolgendo molti incarichi diplomatici, soprattutto a Parigi e Roma, per i duchi Alfonso II (di cui fu maestro di camera), e Cesare; nel 1600 quest'ultimo tuttavia lo costrinse a lasciare Modena dopo aver scoperto il suo matrimonio segreto con Laura Coccapani. Rifugiatosi a Ferrara, riuscì a riappacificarsi col duca grazie all'intervento del cardinale Alessandro d'Este. 
La morte lo colse nel 1608 a Fano, nella casa dello zio Federigo di Montevecchio, assalito da gagliarda febbre, mentre da Ferrara si recava a Roma. Fu sepolto ad Ancona, nella Chiesa del Gesù.

## L'attività letteraria
Guidubaldo Bonarelli scrisse il dramma pastorale Filli di Sciro (pubblicata nel 1607 ma rappresentata per la prima volta a Ferrara quattro anni prima), un fortunato rifacimento della Leggenda di Florio e Biancofiore, che per la sua musicalità prelude al melodramma. La vicenda del dramma è intricata anche dall'accavallarsi di diverse trame amorose tra i pastori protagonisti; alla fine la vicenda si risolve grazie al meccanismo dell'agnizione. La trovata geniale della trama, che colpì e suscitò molte polemiche tra i contemporanei di Bonarelli, fu il personaggio della ninfa innamorata di due pastori, che a causa della sua incertezza meditava il suicidio. L'opera ebbe grande successo durante tutto il XVII secolo e fu tradotta in francese, inglese e olandese; ad essa si ispirò il drammaturgo francese Pichou per la sua opera Filis de Scire.
Bonarelli fu anche autore dei Discorsi del sig. conte Guidubaldo Bonarelli, accademico intrepido, in difesa del doppio amore della sua Celia (letti nel 1606 e pubblicati postumi nel 1616), nei quali egli giustifica la scelta, che aveva suscitato scalpore, di un personaggio femminile, la ninfa Celia, innamorata contemporaneamente di due pastori, Niso e Tirsi.

## Opere
- Guidubaldo Bonarelli, Filli di Sciro, Bari, Laterza, 1941.